# Шипулин, Иван Кузьмич
Иван Кузьмич Шипулин (13 октября 1931, Петропавловское, Петропавловский район, Алтайский край, РСФСР, СССР — 25 июня 1995, Барнаул) — передовик советского станкостроения, бригадир Барнаульского станкостроительного завода Министерства машиностроения СССР, Алтайский край, Герой Социалистического Труда (1971). Почётный гражданин Барнаула (1980).

## Биография
Родился в 1931 году в селе Петропавловское, Алтайского края, в русской семье.
В 1948 году начал свою трудовую деятельность, поступил работать на завод № 17 Министерства вооружения (в 1953—1957 гг. Министерство оборонной промышленности) СССР в городе Барнауле Алтайского края. Данное предприятие выпускало патроны разного калибра, а также токарно-винторезные и круглошлифовальные станки.
Очень быстро освоил навыки профессии токаря и стал высококлассным специалистом. Без отрыва от производства завершил обучение в вечерней школе рабочей молодёжи и технологическом техникуме. Позднее завод был переименован в Барнаульский станкостроительный завод Министерства машиностроения СССР.
Указом Президиума Верховного Совета СССР (закрытым) от 26 апреля 1971 года за выдающиеся достижения при выполнении заданий пятилетнего плана и организацию производства новой техники Ивану Кузьмичу Шипулину было присвоено звание Героя Социалистического Труда с вручением ордена Ленина и золотой медали «Серп и Молот».
Активный участник общественно-политической жизни города и завода. Он стал зачинателем школы наставничества на Алтае. В 1971 году был назначен мастером БСЗ. На учасках работало очень много молодёжи, которую необходимо было готовить и обучать. Иван Кузьмич добровольно ушёл с мастеров и возглавил молодёжную бригаду, взяв на себя обязанности по подготовке ценных рабочих кадров. «Школа Шипулина» — так отзывались заводчане об этой бригаде, через которую прошло и были подготовлены 130 молодых рабочих.
В 1980 году был удостоен почётного звания «Почётный гражданин Барнаула». Являлся почётным станкостроителем. Был делегатом XXIV съезда КПСС.
Проживал в городе Барнауле. Умер 25 июня 1995 года.

## Награды
За трудовые успехи удостоен:
- золотая звезда «Серп и Молот» (26.04.1971),
- орден Ленина (26.04.1971),
- орден Октябрьской Революции (25.03.1974),
- Заслуженный станкостроитель РСФСР.
- другие медали.
- Почётный гражданин города Барнаула (1980).